# Antichità giudaiche
Antichità giudaiche (in greco antico: Ἰουδαϊκὴ ἀρχαιολογία?, Ioudaïkḗ archaiología, in latino Antiquitates iudaicae, abbreviazione: Ant.) è un'opera storica in 20 libri, scritta in lingua greca ellenistica, dello storiografo ebreo antico Flavio Giuseppe, pubblicata nel 93-94 d.C., contenente la storia del popolo ebraico dalla creazione del mondo fino allo scoppio della prima guerra giudaica nel 66 d.C. 
Il titolo e il numero dei libri ricordano le Antichità romane (in greco antico: Ῥωμαϊκὴ Ἀρχαιολογία?, Rōmaïkḕ Archaiología, in latino Antiquitates Romanae) di Dionigi di Alicarnasso.

## Contenuto
Antichità giudaiche è un'opera imponente. È quasi tre volte più lunga della Guerra giudaica (abbreviazione: Bell.) ed è divisa in venti libri.
- Libro I - Dopo un proemio nel quale indica le motivazioni del suo lavoro, le peculiarità del popolo ebraico e del suo legislatore Mosè[2], nel primo libro l'autore espone il contenuto del libro della Genesi, dalla creazione[3] alla morte di Rebecca e Isacco[4]. Per la redazione dei primi libri Flavio Giuseppe si è basato sulla Bibbia, attingendo per lo più alla versione greca dei Settanta (abbreviazione: LXX), ma vi ha proposto un inquadramento originale[5] e vi ha aggiunto del materiale proprio con riferimenti anche a storici non ebrei. Per esempio, parlando del diluvio universale, Giuseppe fa riferimento anche a Beroso, a Mnasea, a un certo Ieronimo e a Nicola di Damasco[6].

- Libro II - Il libro inizia con racconto della storia di Esaù[7] e termina con la liberazione degli Ebrei in Egitto e il passaggio del mar Rosso[8], episodio quest'ultimo di cui l'autore tenta di fornire anche spiegazioni razionali[9]. Più della metà del secondo libro è dedicata alla storia di Giuseppe[10], il figlio di Giacobbe e Rachele venduto dai fratelli, le cui vicende sono narrate da Flavio Giuseppe con un intreccio simile a quello dei romanzi ellenistici[11].

- Libro III - Nel libro terzo si descrivono le fasi iniziali della traversata del deserto da parte degli ebrei, guidati da Mosè, le difficoltà incontrate (mancanza di acqua e cibo, assalti degli Amaleciti) e gli aiuti di origine divina[12]; il ricevimento del Decalogo[13]; i quaranta giorni di Mosè sul Sinai[14]. Giuseppe descrive quindi il sistema della legislazione mosaica in una sequenza ordinata, e con notevoli aggiunte interpretative rispetto a quanto riportato nella Bibbia[11]: i regolamenti sparsi nel Pentateuco riguardanti il recinto e la tenda[15], l'arca[16], la tavola dei pani[17], il candelabro[18], l'altare dei profumi e l'altare di bronzo[19], le vesti dei sacerdoti, loro significato e simbolismi[20], la consacrazione di Aronne[21], l'abbigliamento del Sommo sacerdote[22], i sacrifici e le purificazioni[23], le festività[24], le leggi di purità[25], ecc.

- Libro IV - Continua la descrizione dei quarant'anni trascorsi degli ebrei nel deserto, dalle rivolte del popolo contro Mosè[26] fino alla morte di Mosè[27]. Tuttavia, caratteristiche predominanti del libro sono: la narrazione dell'arrivo degli ebrei nella Giordania orientale e a Gerico[28], il discorso di addio di Mosè[29] e, soprattutto, un riassunto della Legge mosaica come costituzione dello stato (politeia)[30]. Dopo la descrizione di altre leggi, Flavio Giuseppe conclude il Libro IV con la morte di Mosè[31] che elogia come grande legislatore[32].

- Libro V - Nel libro quinto Giuseppe racconta l'immigrazione degli ebrei nella Terra promessa, sotto la guida di Giosuè, e le vicende dei Giudici, seguendo quasi alla lettera il Libro di Giosuè, il Libro dei Giudici e il primo libro di Samuele; inoltre, apparentemente per ragioni cronologiche, fra le vicende tratte dal Libro dei Giudici il Primo libro di Samuele, è inserito del materiale tratto dal Libro di Rut[33][34]. La vicenda di Sansone[35] è esposta con le caratteristiche narrative dei romanzi ellenistici, come è stata narrata nel libro II la vicenda di Giuseppe[34].

- Libro VI - Il libro è dedicato all'attività di Samuele, il profeta che dà una svolta alla vita sociale e religiosa della nuova nazione[36], a Saul[37], col quale inizia il periodo monarchico, la cui narrazione si prolungherà nel nono e nel decimo libro; il libro è dedicato in parte anche a Davide, il cui ruolo diventa sempre più importante nella seconda metà del libro[38]. A parte qualche riflessione personale di Flavio Giuseppe, ad es. sull'influenza dannosa del potere[39], nel sesto libro l'autore segue il modello biblico in misura maggiore rispetto alle altre parti delle Antichità giudaiche[34].

- Libro VII - Continua il racconto delle vicende del re Davide, che insieme a Mosè e ad Erode è uno dei personaggi più importanti delle Antichità giudaiche. Anche in questo caso, Flavio Giuseppe segue le fonti bibliche in modo abbastanza accurato, ma presentandole in modo nuovo. Per esempio, in Ant. VII, 46-129 e in Ant. VII, 301-342 si può osservare che combina sistematicamente il secondo libro di Samuele e il primo libro dei Re con i due Libri delle Cronache[40].

- Libro VIII - Il libro ottavo è dedicato soprattutto alle vicende familiari, sociali ed economiche di Salomone, successore di Davide, in particolare all'edificazione del primo tempio di Gerusalemme[41] e, alla morte di Salomone (931 a.C.), alla divisione del regno in un Regno delle dieci tribù del Nord (Regno di Israele) e in un Regno del Sud (Regno di Giuda)[42]. Salomone è descritto da Giuseppe come un filosofo e un uomo dedito alla pace; la moderna interpretazione di Salomone è influenzata dall'ormai nota rappresentazione ellenistica di Flavio Giuseppe[43]. Dopo la narrazione del regno di Salomone, seguono le vicissitudini delle due dinastie fino ad Acab, re di Israele, e a Giosafat, sovrano del regno meridionale[44]. Alle fonti bibliche menzionate nel Libro VII, Flavio Giuseppe aggiunge una notevole quantità di altro materiale[43]. Nella storia del regno di Salomone, Flavio Giuseppe può convalidare il racconto biblico del rapporto intercorso tra Salomone e il re Hiram di Tiro facendo riferimento a una corrispondenza conservata tra questi due re nell'archivio di Tiro[45]; altrove fa riferimenti a storie registrate da antichi storiografi greci come Menandro e Dione[46].

- Libro IX - Il libro nono segue la narrazione parallela dei due regni, del Nord (Regno di Israele) e del Sud (Regno di Giuda), fino a quando (722 a.C.) il regno settentrionale viene conquistato dall'esercito assiro di Sargon II, la popolazione che conta viene avviata alla prigionia in Assiria, mentre in parte della regione vengono trasferiti i Samaritani. Le fonti di base utilizzate da Giuseppe sono 1 Re 22[47], 2 Re 1-18[48] e 2 Cronache 19-31[49]. Nell'utilizzare queste fonti, Flavio Giuseppe fa uso sia della Bibbia ebraica che della Bibbia greca dei LXX. Al materiale proveniente da queste fonti, Giuseppe interpola anche materiale proveniente dal Libro di Giona[50] e dal Libro di Naum[51]. Inoltre Giuseppe attesta il racconto biblico dell'invasione assira con documenti tratti dall'archivio di Tiro[52], e termina il Libro con una breve descrizione dei Samaritani che in quel momento compaiono sulla scena storica[53].

- Libro X - Il libro decimo è uno dei più complessi. Copre un periodo di tempo molto lungo: dall'assedio di Gerusalemme da parte degli Assiri nel 701 a.C. alla caduta della città ad opera dei Babilonesi nel 586 a.C.. Le fonti di base sono 1 Re 18-25[54] e 2 Cronache 32-36[55], ma Flavio Giuseppe la integra con materiale proveniente dalla letteratura profetica e da fonti non ebree. Per esempio, parlando di Giosia vi incorpora materiale proveniente dalla letteratura apocrifa di Esdra[56]; le informazioni su Sennacherib provengono da Erodoto[57]; quelle sulla morte di Nabucodonosor provengono da Beroso, Megastene e altri storiografi ellenistici[58]. La letteratura profetica utilizzata da Flavio Giuseppe è la seguente: Isaia 38-39[59][60], Ezechiele 12[61][62], Geremia 22, 26, 29, 33-34, 37-43, 52[63][64], Daniele 1-6,  8[65][66]. Per Bilde la caratteristica più interessante del Libro X è proprio il ruolo svolto dai profeti Geremia e Daniele, Geremia nel secondo terzo del Libro X, Daniele nell'ultimo terzo del Libro[67].

- Libro XI - Il contenuto del libro undicesimo copre il periodo di tempo che va dal momento in cui Ciro pone fine all'esilio babilonese (540 a.C. circa) fino al momento in cui Alessandro Magno conquista Gerusalemme e la Palestina (332 a.C.). Fra gli eventi più importanti narrati da Giuseppe: l'ultimo periodo della cattività babilonese, il ritorno lento e parziale degli ebrei in patria, la ripresa della vita nazionale che tuttavia è incerta e divisa, le prime diaspore, l'arrivo di Alessandro Magno, la Palestina sotto il dominio prima dei Tolomei e poi dei Seleucidi, infine l'inizio del movimento dei Maccabei. I temi predominanti del Libro XI sono comunque di natura più lieta: il ritorno degli ebrei di Gerusalemme dall'esilio in Babilonia e il salvataggio degli ebrei persiani per l'intervento di Ester; la storia di Ester è narrata da Giuseppe con le modalità della narrativa ellenistica di cui si è parlato nel Libro II a proposito di Giuseppe[34]. Le fonti a cui è ricorso Giuseppe sono numerose e complesse. Il primo terzo del libro si basa sui Libri di Esdra e Neemia, integrati da materiale tratto da Isaia 44[68][69], dai Libri apocrifi di Esdra[70] e da una lettera sconosciuta di Ciro ai satrapi di Siria[71]. L'ultima parte del Libro XI si basa sul Libro di Ester e sulla letteratura apocrifa di Ester[72]. Inoltre, Giuseppe fornisce alcune informazioni su Alessandro Magno di cui non si conoscono le fonti[73].

- Libro XII - Il contenuto del libro dodicesimo copre il periodo di tempo che va dalla morte di Alessandro Magno (323 a.C.) alla morte di Giuda Maccabeo (161 a.C.). Dopo un lungo racconto tratto dalla lettera di Aristea[74], segue una relazione sulla situazione degli ebrei in vari paesi orientali[75], il comportamento del tobiade Giuseppe[76], la relazione tra suo figlio Ircano e la corte d'Egitto[77], il dominio dei Seleucidi sulla Palestina[78], l'inizio della persecuzione religiosa contro i Giudei[79], la resistenza armata iniziata da Mattatia e proseguita dai figli fino a Giuda Maccabeo[80]. Le fonti principali utilizzate da Giuseppe sono, oltre alla Lettera di Aristea, una cronaca dei Tobiadi altrimenti sconosciuta[81] e il Primo libro dei Maccabei[82][83]. Queste fonti sono poi integrate da alcuni documenti (lettere di Antioco III[84], Areo di Sparta[85], lettere dei Samaritani[86]), più una serie di riferimenti a storiografi ellenistici come Agatarchide di Cnido[87], Nicola di Damasco[88] e Polibio[89].

- Libro XIII - Il periodo di tempo coperto dal libro va dal 161 a.C., anno in cui sale al potere Gionata Maccabeo, fino al 67 a.C., morte della regina Salomè Alessandra. Il libro tredicesimo narra pertanto dapprima la lotta vittoriosa dei Maccabei contro i Seleucidi, a cui segue il dominio dei Maccabei/Asmonei. Se nella prima parte del libro[90] la fonte utilizzata da Flavio Giuseppe è ancora il Primo libro dei Maccabei[91], a cominciare da Ant. XIII, 218 non è più possibile determinare con certezza le fonti, tranne per quelle indicate dallo stesso Giuseppe: Nicola di Damasco[92], Strabone[93], Timagene (13.344) e "alcuni scrittori"[94].

- Libro XIV - Il libro quattordicesimo descrive il lento declino del dominio degli Asmonei: una famiglia dell'Idumea si affianca ai fratelli discordi Ircano II e Aristobulo II[95], il generale romano Pompeo, in Siria, è chiamato a dirimere la discordia[96]; Gerusalemme diviene tributaria dei Romani[97]; inizio dell'ascesa di Erode il Grande figlio di Antipatro, capo della Galilea[98]. Inizia qui il ciclo narrativo più ampio delle Antichità giudaiche: la biografia di Erode e dei suoi familiari, molto dettagliata, occupa quasi quattro libri, dal XIV al XVII[99]. Giuseppe inizia col descrivere le prime attività di Erode e sue gesta nella Galilea[100], e segue con la narrazione della fine del potere degli Asmonei e l'inizio del regno di Erode[101]. Gli eventi descritti nella seconda metà del libro XIV sono descritti anche nel libro I della Guerra giudaica[102]. Fra le fonti testuali non bibliche Flavio Giuseppe cita Nicola di Damasco[103], Strabone[104] e Tito Livio[105]. Giuseppe cita inoltre numerosi documenti ufficiali[106]. Si presume che Giuseppe abbia consultato personalmente questi documenti, oppure li abbia tratti dalla Storia Universale di Nicola di Damasco, opera che non è pervenuta[107].

- Libro XV - Il quindicesimo libro è una sintesi della parte più positiva del regno di Erode il Grande, dalla presa di Gerusalemme nel 37 a.C. fino alla ricostruzione del Secondo tempio di Gerusalemme nell'anno 18 a.C.  Oltre all'attività militare e diplomatica di Erode, nel libro si narrano i conflitti familiari di Erode, in particolare con sua moglie Mariamne. Infine, in questo libro, troviamo le importanti descrizioni degli edifici o delle città edificati da Erode, in particolare il Palazzo Reale di Gerusalemme[108], l'Herodion[109], Cesarea[110] e soprattutto la ricostruzione del Tempio[111]. Per quanto riguarda le fonti, nel libro quindicesimo troviamo solo pochi riferimenti: Strabone[112] e le "Memorie" dello stesso Erode[113]. In Ant. XV, 425, invece, si trova un'espressione interessante: «E questa storia, tramandataci dai nostri padri»", con la quale probabilmente Giuseppe vuole riferirsi alla tradizione orale della religione ebraica[107].

- Libro XVI - Argomento del sedicesimo libro è il declino del regno di Erode che Giuseppe attribuisce soprattutto alle lotte con i suoi familiari, oltre al crescente malcontento nei suoi confronti da parte dei suoi sudditi ebrei[114]. L'unica fonte citata espressamente nel XVI libro è Nicola di Damasco, accusato peraltro da Giuseppe di essere stato troppo parziale a favore di Erode[115].

- Libro XVII - Il contenuto del libro diciassettesimo copre un breve periodo di tempo: dal 7 a.C., (data dell'esecuzione, da parte di Erode, dei figli Alessandro e Aristobulo), fino al 6 d.C., data della deposizione di Archelao e dell'annessione della Giudea alla provincia romana Siria, governata da Quirino[116]. Anche nel libro XVII Giuseppe non cita nessuna fonte, ma molto probabilmente la narrazione si basa sulle opere storiche di Nicola di Damasco[99].

- Libro XVIII - Il libro diciottesimo narra gli eventi compresi fra il 6 d.C. (censimento di Quirinio nelle province di Siria e Giudea) e il 41, data della morte di Caligola. Il contenuto in generale segue la versione parallela della Guerra giudaica (Bell II, 117-203); rispetto alla precedente opera, tuttavia, Giuseppe ha aggiunto una grande quantità di nuovo materiale. Fra gli argomenti già trattati nella Guerra giudaica e qui ripresi e ampliati notevolmente, si possono ricordare le «quattro scuole»[117], il regno dei Parti[118], Ponzio Pilato[119], la relazione fra la matrona Paolina e il cavaliere Decio Mundo[120]. Fra gli argomenti non trattati nella precedente opera, ricordiamo la fondazione di Tiberiade[121], il Testimonium Flavianum[122], la morte di Giovanni Battista[123] e le difficoltà degli ebrei in Mesopotamia[124]. Non conosciamo le fonti utilizzate da Giuseppe; si può presumere che, a parte la propria Guerra giudaica, Giuseppe abbia avuto a sua disposizione diverse fonti romane[125].

- Libro XIX - Anche il libro diciannovesimo copre un periodo di tempo molto breve, quello del regno di Erode Agrippa I (41-44 d.C.). La maggior parte del libro XIX, tuttavia, è dedicata agli intrighi che seguirono l'assassinio di Caligola a Roma[126]; la narrazione di Giuseppe è basata evidentemente su una fonte romana contemporanea che Theodor Mommsen identificava nella Historiae di Cluvio Rufo[127]. Flavio Giuseppe inoltre cita alcuni documenti ufficiali romani[128][129][130].

- Libro XX - L'ultimo libro narra gli eventi compresi fra il 44 (morte di Agrippa I) e il 66 d.C. (inizio della rivolta sotto il procuratore romano Gessio Floro). Gran parte degli eventi descritti in questo libro erano stati descritti anche nel libro II della Guerra giudaica[131]. Viene inoltre dato molto spazio alla conversione all'ebraismo della famiglia reale di Adiabene[132], agli scontri tra Giudei e procuratori romani, ai movimenti messianici[133], a rivoltosi e sicari, alla situazione sociale della Giudea[134], agli ultimi lavori al tempio[135], all'elenco dei sommi sacerdoti[136]. Famoso è inoltre il breve passo in cui si riferisce della morte di Giacomo, fratello di Gesù, giustiziato dal sommo sacerdote Anano[137]. Come negli ultimi cinque libri, non conosciamo le fonti utilizzate da Giuseppe[138].

## Informazioni sul Cristianesimo
Quest'opera è la principale fonte storica che ci sia pervenuta sulla Palestina e contiene, tra l'altro, preziose notizie relative ai movimenti religiosi del giudaismo dell'epoca come gli Esseni, i Farisei, gli Zeloti.
L'opera contiene anche riferimenti a Giovanni Battista, a Gesù e ai primi cristiani. Il più celebre di questi passi è il cosiddetto Testimonium Flavianum, che definisce Gesù un "uomo saggio" e un "maestro", affermando che compiva "opere sorprendenti" e che ebbe molti discepoli: Ponzio Pilato lo condannò alla crocifissione, ma i suoi seguaci, "che da lui sono detti Cristiani", continuarono a trasmettere il suo insegnamento. Per la presenza di alcune affermazioni difficili da conciliare con la visione religiosa dell'autore, il Testimonium è da tempo oggetto di discussione tra gli studiosi. Oggi, eliminate le interpolazioni dovute probabilmente all'inserimento nel testo di glosse marginali da parte dei copisti cristiani, si tende a sostenere l'autenticità parziale del passo. Alcuni studiosi lo ritengono comunque interamente apocrifo, e altri integralmente autentico.
Gesù è citato anche in un secondo passo, che non presenta particolari criticità, come fratello di Giacomo, condannato a morte dalle autorità religiose del tempo. L'uccisione di Giacomo non compare nel Nuovo Testamento, essendo successiva agli eventi narrati negli Atti degli Apostoli: l'episodio conferma comunque le persecuzioni subite dalla Chiesa primitiva.
Il resoconto su Giovanni il Battista ne conferma l'arresto e la condanna a morte ad opera di Erode Antipa, come riferito dai Vangeli (Matteo 14, 1-12; Marco 6, 14-29; Luca 9, 7-9).

### I brani riguardanti Gesù e i primi cristiani
- Testimonium Flavianum:

Quando Pilato udì che dai principali nostri uomini era accusato, lo condannò alla croce. Coloro che fin da principio lo avevano amato non cessarono di aderire a lui. Nel terzo giorno, apparve loro nuovamente vivo: perché i profeti di Dio avevano profetato queste e innumeri altre cose meravigliose su di lui. E fino ad oggi non è venuta meno la tribù di coloro che da lui sono detti Cristiani.»
(Flavio Giuseppe, Antichità giudaiche, XVIII, 63-64)
- Martirio di Giovanni il Battista:

Erode infatti aveva ucciso quest'uomo buono che esortava i Giudei a una vita corretta, alla pratica della giustizia reciproca, alla pietà verso Dio, e così facendo si disponessero al battesimo; a suo modo di vedere questo rappresentava un preliminare necessario se il battesimo doveva rendere gradito a Dio. Essi non dovevano servirsene per guadagnare il perdono di qualsiasi peccato commesso, ma come di una consacrazione del corpo insinuando che l'anima fosse già purificata da una condotta corretta.
Quando altri si affollavano intorno a lui perché con i suoi sermoni erano giunti al più alto grado, Erode si allarmò. Un'eloquenza che sugli uomini aveva effetti così grandi, poteva portare a qualche forma di sedizione, poiché pareva che volessero essere guidati da Giovanni in qualunque cosa facessero. Erode, perciò, decise che sarebbe stato molto meglio colpire in anticipo e liberarsi di lui prima che la sua attività portasse a una sollevazione, piuttosto che aspettare uno sconvolgimento e trovarsi in una situazione così difficile da pentirsene.
A motivo dei sospetti di Erode, (Giovanni) fu portato in catene nel Macheronte, la fortezza che abbiamo menzionato precedentemente, e quivi fu messo a morte. Ma il verdetto dei Giudei fu che la rovina dell'esercito di Erode fu una vendetta di Giovanni, nel senso che Dio giudicò bene infliggere un tale rovescio a Erode.»
(Flavio Giuseppe, Antichità giudaiche, XVIII, 116-119)
- Martirio di Giacomo il Giusto:

(Flavio Giuseppe, Antichità giudaiche, XX, 200)
Il Testimonium Flavianum tuttavia è da tempo oggetto di importanti dibattiti: sembra improbabile che uno storico di fede ebraica, che non aderì mai al cristianesimo, possa avere affermato con così tanta sicurezza che Gesù fosse il Cristo e che egli fosse risorto dai morti. Per tale motivo, gli studiosi odierni ritengono che il Testimonium originariamente scritto da Flavio Giuseppe sia stato oggetto di un'interpolazione da parte dei copisti cristiani, che avrebbero aggiunto ad esso materiale non presente nell'opera originale.
Nonostante ciò, la maggioranza degli studiosi odierni ritiene che il Testimonium non sia una completa interpolazione cristiana e che fosse originariamente presente nel testo delle Antichità Giudaiche, sebbene sia stato poi oggetto di modifiche da parte di copisti. Vari tentativi sono stati fatti per ricostruire il Testimonium originale: quello che ha ottenuto più consenso tra gli studiosi è ad opera del biblista cattolico John Paul Meier dell'Università di Notre Dame; egli, eliminando le più evidenti interpolazioni cristiane, è giunto alla conclusione che il testo originale di Flavio Giuseppe dicesse:
Quando Pilato udì che dai principali nostri uomini era accusato, lo condannò alla croce. Coloro che fin da principio lo avevano amato non cessarono di aderire a lui. E fino ad oggi non è venuta meno la tribù di coloro che da lui sono detti Cristiani.»
(John Paul Meier, Un ebreo marginale. Ripensare il Gesù storico, Queriniana, Volume 1)
Tale ricostruzione ha trovato l'appoggio anche del biblista americano Bart Ehrman (Università della Carolina del Nord a Chapel Hill) e del teologo britannico James Dunn (Università di Durham).
Un'altra ricostruzione del Testimonium ritenuta convincente da parte degli studiosi è quella dello studioso ebraico Géza Vermes dell'Università di Newcastle. La sua versione del Testimonium recita:
Quando Pilato udì che dai principali nostri uomini era accusato, lo condannò alla croce. Coloro che fin da principio lo avevano amato non cessarono di aderire a lui. E fino ad oggi non è venuta meno la tribù di coloro che da lui sono detti Cristiani.»
(Géza Vermes, Jesus in the Jewish World, SCM Press, 2010)
Un altro dubbio sull'autenticità del Testimonium è dovuto al fatto che esso non è menzionato da nessun apologeta cristiano precedente ad Eusebio di Cesarea, che menziona il passo di Giuseppe Flavio nella sua Storia Ecclesiastica. Tale argomento non è però ritenuto sufficiente a considerare il Testimonium una completa interpolazione: i biblisti John Paul Meier e Bart Ehrman fanno infatti notare come il testo originale di Giuseppe Flavio avesse con ogni probabilità un tono neutrale e non contenesse elementi che sarebbero tornati utili agli apologeti cristiani, dato che non riconosceva Gesù come il Messia, né menzionava la sua resurrezione. Non avrebbe avuto quindi alcuna utilità per gli apologeti cristiani nelle loro polemiche con gli scrittori pagani. Fa inoltre notare Meier come l'apologeta cristiano Origene di Alessandria in due delle sue opere si lamenti del fatto che Giuseppe Flavio non avesse riconosciuto Gesù come il Messia: secondo Meier, questa è la prova che Origene avesse visto la versione non interpolata del Testimonium, non essendo sufficiente la parte su "Giacomo, fratello di Gesù" per causare all'apologeta un tale commento.
Nel 1971 il professor Shlomo Pinés dell'Università Ebraica di Gerusalemme pubblicò la traduzione di una diversa versione del Testimonium, come citato in un manoscritto arabo del X secolo. Il brano compare ne Il libro del Titolo dello storico arabo cristiano, nonché vescovo melchita di Hierapolis Bambyce, Agapio, morto nel 941. Agapio riporta solo approssimativamente il titolo dell'opera di Giuseppe ed afferma chiaramente che il suo lavoro è basato su una più antica cronaca in siriaco di Teofilo di Edessa (morto nel 785), andata persa: ciò suggerisce quindi che il Testimonium di Agapio sia una parafrasi di quello presente nella cronaca perduta di Teofilo. La versione del Testimonium di Agapio è:
(Traduzione di Shlomo Pines, citata da J.D. Crossan.)
Il testo fornito da Pinés deriva principalmente dalla citazione di questo brano di Agapio fatta dal successivo storico arabo-cristiano Al-Makin, che contiene materiale ulteriore rispetto al manoscritto Firenze che, unico, contiene la seconda metà dell'opera di Agapio. Pinés afferma che questa potrebbe essere una registrazione più accurata di quanto scritto da Giuseppe, in quanto manca di quelle parti che spesso sono state considerate interpolazioni di copisti cristiani.
Non risultano invece particolari problemi per le parti riguardanti Giacomo il Giusto e Giovanni il Battista, che sono riconosciute come autentiche dalla quasi totalità degli studiosi.

## Manoscritti
Il primo manoscritto greco dei Libri 11-20 delle Antichità risale all'XI secolo, l'Ambrosianus 370 (F 128), conservato nella Biblioteca Ambrosiana di Milano. Tuttavia, la tradizione manoscritta è complessa e molti manoscritti sono incompleti.

## Edizioni
- Giuseppe Flavio, Delle antichità giudaiche di Giuseppe Flavio tradotte dal greco e illustrate con note dall'abate Francesco Angiolini piacentino. 5 voll., a cura di Francesco Angiolini, collana Collana degli antichi storici greci volgarizzati, traduzione di Francesco Angiolini, Milano, Sonzogno, 1821-1822. Tomo I , Tomo 2 , Tomo 3 , Tomo 4 , Tomo 5
- Giuseppe Flavio, Antichità giudaiche, a cura di Luigi Moraldi, traduzione di Luigi Moraldi, 1ª ed., Torino, UTET, 2013, ISBN 978-88-418-9766-9.